# 茨城県道358号日立東海線

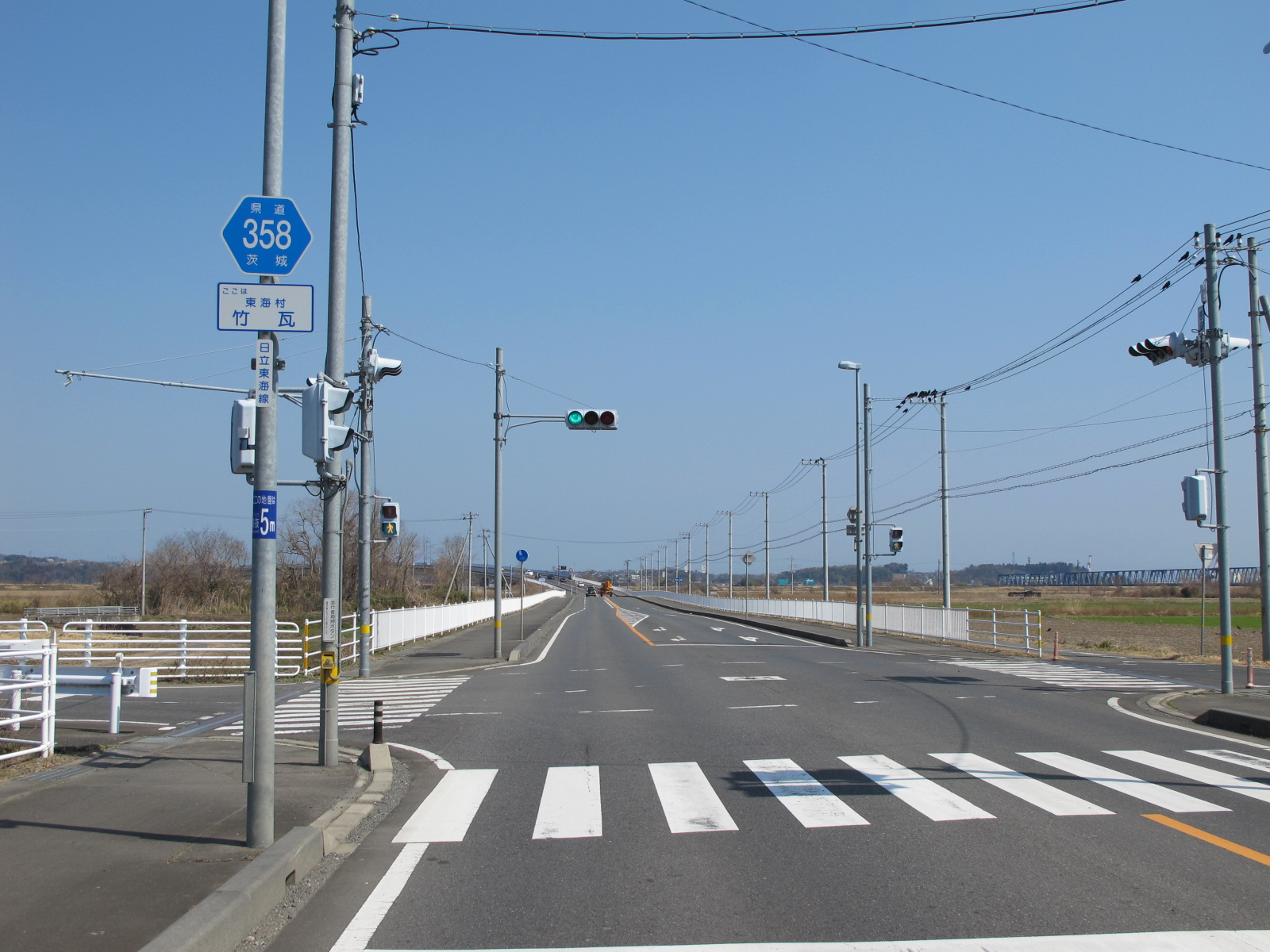
茨城県道358号日立東海線
東海村竹瓦（2014年3月）

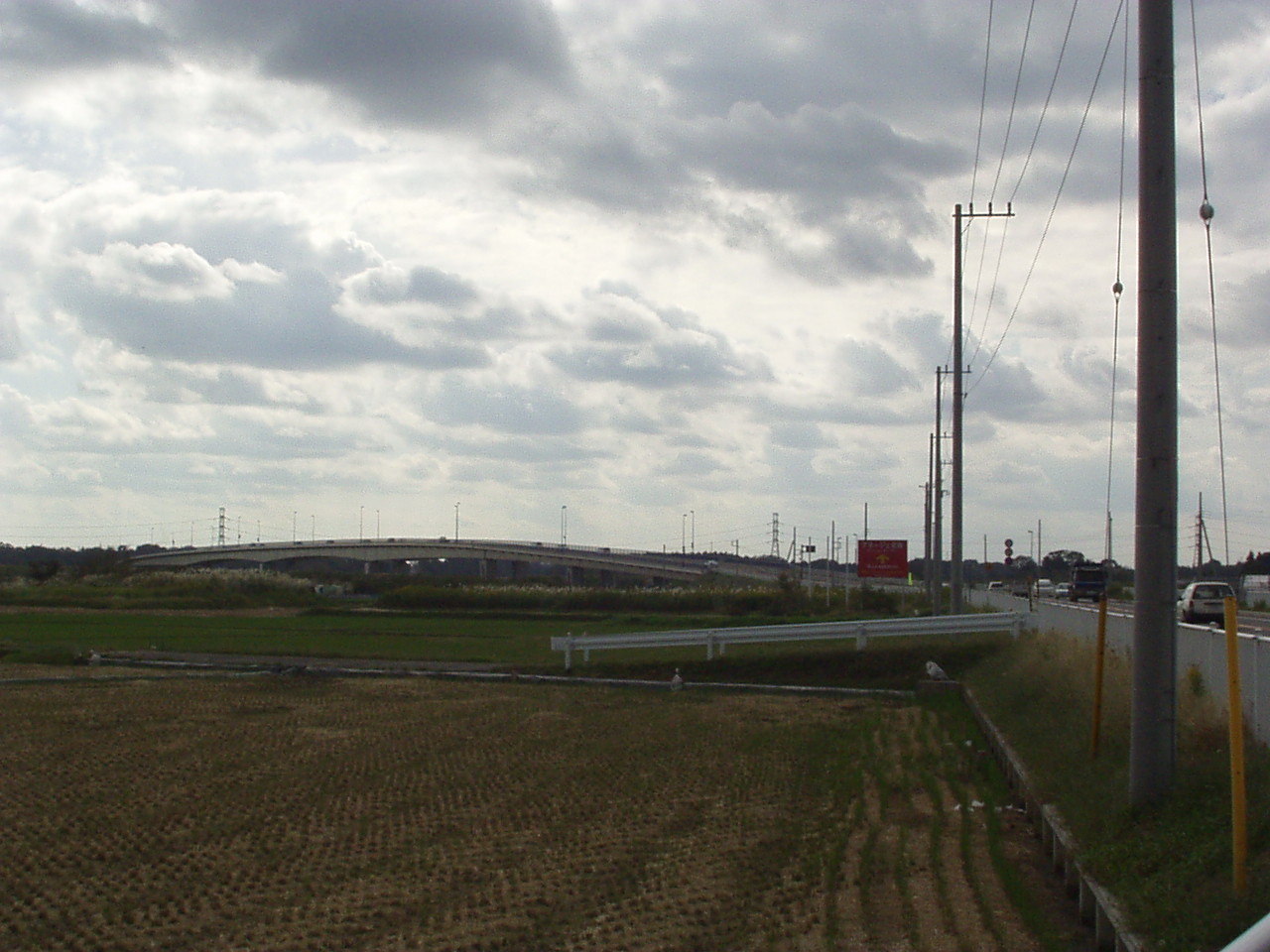
留大橋を望む

茨城県道358号日立東海線（いばらきけんどう358ごう ひたちとうかいせん）は、茨城県日立市から同県那珂郡東海村に至る一般県道である。「久慈川田園通り」という名称が付けられている。

## 概要
日立市と東海村の境に流れる一級河川、久慈川を渡るルートの一つ。
日立市の国道6号、日立製作所日立研究所近くから分かれ、日立電鉄線の線路跡を横断する市道の延長線で、国道293号との交差点が県道区間の始まり。
日立側では両側に広大な農地を望み、留大橋を渡る。東海村に入り再び田畑を望んだあと上り坂を越え、三度農地の中を通って市街地に入った茨城県道62号常陸那珂港山方線との交差点で県道区間が終わる。
この先は村道として続きひたちなか市、那珂市に至る。

### 路線データ
- 起点：茨城県日立市留町字表1150番1（国道293号交点、留大橋北交差点）[1]
- 終点：茨城県那珂郡東海村舟石川字石橋向813番12（茨城県道62号常陸那珂港山方線交点、舟石川交差点）[2]
- 総延長：4.002 km[3]
- 重用延長：なし[3]
- 未供用延長：なし[3]
- 実延長：4.002 km[3]
- 自動車交通不能区間延長[注釈 1]：なし[3]

## 歴史
開通以前は国道6号の榊橋（さかきばし）、国道245号の久慈大橋のほか、生活道路として留橋（とめばし）と竹瓦橋（たけがわらばし）という2つの沈下橋があったが、国道は渋滞することが茶飯事なこともあり、幅が狭く欄干のない沈下橋を通る車両が多く、転落事故が絶えなかった（留橋は洪水により破壊され、そのまま撤去されている）。
渋滞と安全性の問題を解消するべく留大橋と両岸の都市計画道路（留久慈川線・船場竹瓦線）が建設され、2003年（平成15年）に開通した。

### 年表
- 1998年（平成10年）4月1日：日立東海線（整理番号358）として路線認定[4]。
- 2003年（平成15年）3月10日：道路区域の一部（日立市留町から那珂郡東海村大字舟石川まで、延長3.371km）が決定する[2]。
- 2003年（平成15年）3月13日：日立市留町地内の道路区域（延長631m）が決定[1]。
- 2003年（平成15年）3月19日：日立市留町 - 那珂郡東海村大字石神内宿の全区間（留大橋含む）が開通する[5][6]。
- 2004年（平成16年）4月1日：日立市留町 - 那珂郡東海村大字舟石川の区間が、通行する車両の最大重量限度25トンの道路に指定される[7]。

## 路線状況
全区間2車線。幅員は十分確保されカーブも少ないことから普通車のみならず大型車も安心して通行でき、開通以後は周辺道路と橋梁の渋滞が緩和された。

### 道路施設
- 留大橋（とめおおはし、久慈川：日立市留町 - 東海村竹瓦）
久慈川に架かる橋長655 mの桁橋。国道6号の榊橋と国道245号の久慈大橋の中間に位置する。愛称は風神橋。2003年（平成15年）3月竣工。

## 地理
道路は、久慈川低地と常陸台地（那珂台地）にまたがり、ちょうど陸側の国道6号と海側の国道245号の中間に平行して位置する。低地部は、広大な田畑が広がり久慈川の下流部を留大橋で道路が渡る。また台地部は、畑の中に宅地が広がりを見せ、終点周辺は東海村市街地となる。

### 沿線
- 長松院（東海村石神内宿）